# Tillandsia schumanniana
Tillandsia schumanniana là một loài thực vật có hoa trong họ Bromeliaceae. Loài này được (Wittm.) Mez miêu tả khoa học đầu tiên năm 1896.